# Estación de Invalides
La estación de Invalides es una estación ferroviaria subterránea de la línea C del RER situada en el VII Distrito de la ciudad, en la orilla izquierda del río Sena.
Ofrece una conexión con las líneas 8 y 13 del metro de París.

## Historia

### Antigua estación de ferrocarril
La estación es la antigua cabecera de la línea que unía París con Versalles y el oeste de Francia. La prolongación de dicha línea hasta Invalides data del 5 de julio de 1893, momento en que la estación fue declarada de utilidad pública. Así la estación es finalmente abierta en 1900.
Hasta 1935 la estación era cabecera de las líneas que se dirigían a Granville, Brest y Angers. Pasada esta fecha se convirtió en estación suburbana para trenes con destino Versalles o Meudon al desplazarse el tráfico de grandes líneas a la ya arreglada estación de Montparnasse.

### Estación de ferrocarril actual
En 1948 se convirtió en aeroestación con trenes con destino Aeropuerto de Orly y en 1979 pasó a formar parte de la Línea RER C, siendo una estación pasante subterránea.